# Saab 17
Saab 17 – szwedzki samolot bombowo-rozpoznawczy produkowany początkowo przez AB Svenska Järnvägsverkstädernas Aeroplanavdelning (ASJA), a później przez wytwórnię SAAB).

## Historia

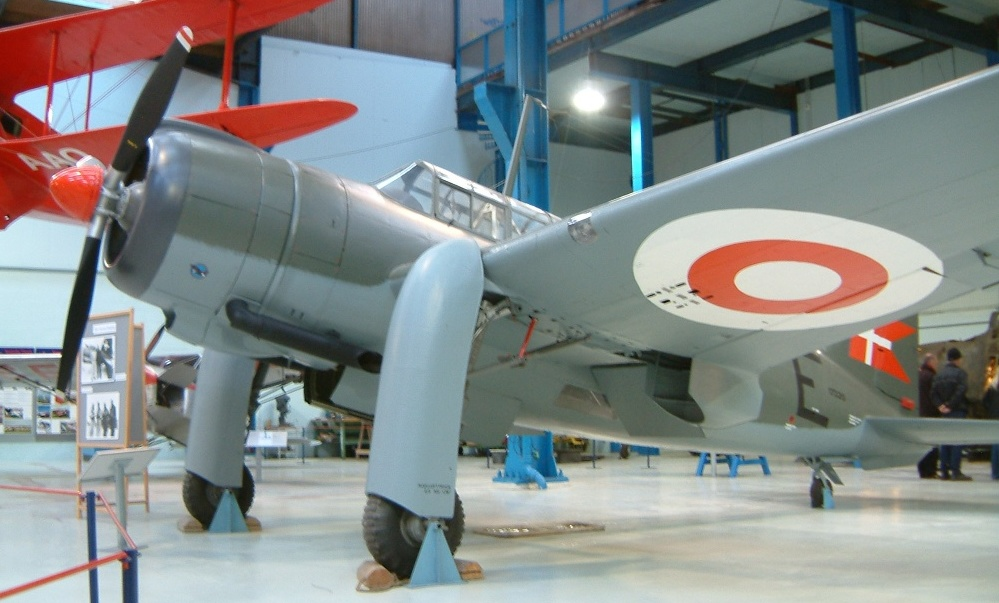
Saab 17 w barwach Duńskich Sił Powietrznych

Lotnictwo szwedzkie popadło w końcu lat 20. XX wieku w kryzys. Występowało ogromne rozdrobnienie rodzajów samolotów i ich przestarzałość. 24 października 1930 roku powołana została Komisja Obrony wykonująca audyt jednostkom. W ten sposób planowano ocenić zdolności obronne i wprowadzać zmiany. W 1935 roku zaproponowano rozbudowę i unowocześnienie lotnictwa. Do 1942 roku miano zwiększyć liczbę samolotów do 257 oraz przeorganizowanie jednostek z czterech korpusów lotniczych w siedem skrzydła lotnicze, skrzydło lotnicze z trzech eskadr po 12 maszyn. Celem było jednocześnie ujednolicenie maszyn.  
Projekt samolotu oznaczonego jako L10 rozpoczęto w końcu lat 30. XX wieku w wytwórni AB Svenska Järnvägsverkstädernas Aeroplanavdelning, ale po jej połączeniu się z firmą SAAB w roku 1937 przemianowano go na Saab 17. Miał on zastąpić przestarzałe wodnosamoloty S 5, będący licencyjną wersja Heinkla He 5 i S 6 - licencyjny Fokker C.VD/E. Początkowo planowano wprowadzić na ich miejsce brytyjskie samoloty Hawker Hart, ale ostatecznie samoloty te trafiły do służby w lotnictwie szwedzkim Flygvapnet jako bombowce. Starania o kontrakt na nowy samolot dla Flygvapnet podjęły dwie firmy: wytwórnia ASJA z projektem samolotu rozpoznawczego mogącego służyć także jako lekki bombowiec oznaczonego jako L-10 i AB Förenade Flygverkstäder (AFF) z projektem samolotu P 7. Porównanie parametrów obu maszyn wypadło korzystniej dla samolotu L-10 i to właśnie on został wybrany przez szwedzkie lotnictwo. 
Opierając się na doświadczeniach zdobytych przy budowie bombowca B 5, będącego licencyjną wersją amerykańskiego Northrop 8-A 1 i korzystając z pomocy zatrudnionych w tym czasie w ASJA inżynierów amerykańskich, stworzono maszynę o sylwetce nieco podobnej do samolotu SB2C Helldiver, produkowanego w tym samym czasie w USA. Konstrukcja samolotu była całkowicie metalowa z dużą przeszkloną kabiną mieszczącą dwóch członków załogi: pilota i obserwatora, będącego jednocześnie radiooperatorem i strzelcem pokładowym obsługującym tylny karabin maszynowy kalibru 7,9 mm. W skrzydłach zamontowano dwa takie same karabiny. Konstrukcja skrzydeł została dodatkowo wzmocniona, między innymi przez zrezygnowanie z wnęk na podwozie główne, gdyż przewidywano użycie samolotu jako bombowca nurkującego. Podwozie samolotu było chowane, a właściwie składane w dość charakterystyczny sposób. Golenie podwozia umocowane prawie na krawędzi natarcia skrzydła i oprofilowane dość pokaźnych rozmiarów osłonami z blachy składały się do tyłu, przy czym koło podczas lotu pozostawało nieosłonięte. Po otwarciu podwozia w locie nurkowym, służyło ono jako hamulec aerodynamiczny. Do bombardowania z lotu nurkowego używano bomb podwieszonych pod skrzydłami i w komorze bombowej na specjalnym widelcu, który kierował bombę poza płaszczyznę śmigła. Łączna masa bomb wynosiła 700 kg; 400 kg w komorze bombowej, a reszta na zaczepach pod skrzydłami.
Zbudowano dwa prototypy, z których pierwszy oblatany 18 maja 1940 roku napędzany był silnikiem Bristol Mercury" XII o mocy 880 KM, a drugi amerykańskim Pratt & Whitney Twin Wasp o mocy 1065 KM.
Produkcja seryjna rozpoczęła się w 1940 roku. Zamówiono 322 samoloty w pięciu wersjach: dwóch zwiadowczych S 17BL i S 17BS, oraz trzech bombowych B 17A, B 17B i B 17C. Litery A, B i C w oznaczeniu wersji oznaczały model zastosowanego silnika, gdzie:
- A – skopiowany z Pratt & Whitney Twin Wasp silnik Svenska Flygmotor STW C-3 Twin Wasp o mocy 1065 KM
- B -–silnik SFA Mercury XXIV o mocy 990 KM budowany na licencji firmy Bristol
- C – włoski silnik Piaggio P XI bis RC 40D o mocy 1020 KM

## Wersje samolotu Saab 17

### B 17B
Oblatany 1 grudnia 1941 roku. Początkowo używany jako bombowiec nurkujący przenoszący jedną 500 kg bombę, a po wprowadzeniu nowego bardziej skutecznego celownika bombowego typu BT-2 (m/42), jako klasyczny bombowiec lub bombardujący z łagodnego lotu nurkowego. Wyprodukowano 55 egzemplarzy samolotów tej wersji, z których ostatni został wycofany ze służby w 1948 roku.

### S 17B
Wersja rozpoznawcza (S od Spaning – rozpoznawczy). Wyposażone w kamerę fotograficzną w komorze bombowej. Pozostały w służbie do 1949 roku. Budowany równolegle w dwóch wersjach różniących się podwoziem.
- S 17BL (L od Land - lądowy). Wyprodukowano 21 sztuk, a dalsze 44 przerobiono z wersji bombowej B 17B po zakończeniu wojny.
- S 17BS (S od Sjö - morski). Zastosowano podwozie pływakowe, oraz dwie dodatkowe pionowe powierzchnie stabilizujące na statecznikach poziomych. Wyprodukowano 38 sztuk, a kolejnych 18 przebudowano z lądowej wersji S 17BL.

### B 17C
Ze względu na brak silników Twin Wasp produkowanych przez SFA potrzebnych do produkcji wersji A samolotu i zbyt małej mocy silnika Mercury XXIV, postanowiono zaimplementować silnik Piaggio P XI bis RC 40D, taki sam jak używany w zakupionych przez Szwecję włoskich myśliwcach Reggiane Re-2000. Łącznie zbudowano 77 egzemplarzy samolotów z tym silnikiem, ale ze względu na duże problemy z tą jednostką napędową, wersja B 17C została wycofana ze służby najszybciej.

### B 17A
Budowana od 1942 roku wersja bombowa z silnikiem STW C-3G Twin Wasp produkcji SFA. Zbudowano 132 maszyny tego typu.
46 sztuk wersji B 17A sprzedano do Etiopii.

## Saab 17 w Siłach Powietrznych
Szwecja
B 17B trafił do służby 23 marca 1942 roku. We wrześniu 1942 roku samoloty brały udział w manewrach armii szwedzkiej. W 1943 roku B 17 weszły na wyposażenie dwóch skrzydeł, a w roku następnym kolejnego. W czerwcu 1942 roku S 17BS trafiły do skrzydła w Hägernäs. S 17BL służyły od sierpnia 1942 roku w Malmen. Po wojnie wycofano samoloty B 17C z powodu braku części zamiennych. B 17A wycofane zostały w 1948 roku. S17BS/BL wycofane w 1949 roku. Jeden z samolotów posłużył do testów fotela wyrzucanego Mk 1 i pierwsza udana próba katapultowania miała miejsce 27 lutego 1944 roku. 8 maja 1945 roku B 17C z Kalmar przechwycił niemiecki bombowiec zmuszając go do lądowania. Maszyna doceniana przez szwedzki personel za dobre właściwości lotne i nie najgorsze osiągi. W latach 1942–1948 doszło do 34 katastrof. W 1949 roku dwa samoloty wodne, które zostały wycofane z wojska wykupiła prywatna firma do transportu ryb, gdzie latał do 1951 roku. Pozostałe cywilne 19 samolotów B 17A latało do 1955 roku do holowania celów powietrznych. 
Dania
W 1945 roku wojska niemieckie w Danii i Norwegii nieosłabione walkami mogły stawiać opór przeciwko aliantom. Formowana w Szwecji Duńska Brygada w 1943 roku miała dokonać walki o Danię. W jej składzie znajdowała się Eskadra Lotnicza, które wypożyczyło 12 samolotów B 17C. Po wcześniejszej kapitulacji Wehrmachtu na terenie Dani nie użyte bojowo zostały zwrócone pomimo oferty sprzedaży.
Etiopia
Po drugiej wojnie światowej cesarz etiopski wydał prośbę do Szwedów o pomoc w organizowaniu własnego lotnictwa. Na tę potrzebę zakupiono 47 sztuk B 17A, które dostarczono w czterech partiach (1 samolot z awarią został w Szwecji). 30 października 1947 roku wyleciała pierwsza partia lecąc przez Ängelholm, Amsterdam, Antwerpię, Marsylię, Niceę, Tunis, Trypolis, El Adem, Kair, Wadi Halfę, i Chartum doleciała 10 listopada do Etiopii po 33 godzinach i 25 minutach lotu i 8000 km. Służyły one do 1968 roku.
Austria
Pod koniec sierpnia 1957 roku jeden samolot B 17A został sprzedany do Austrii i służył w Siłach Powietrznych do lipca 1962 roku do holowania celów powietrznych. 
Finlandia
W marcu 1960 roku fińskie siły powietrzne odkupiły dwa samoloty B 17A. Służyły ode do holowania celów powietrznych Jeden został wycofany w sierpniu tego samego roku, a drugi uszkodzony podczas startu w maju 1961 roku.

## Dane techniczne samolotów Saab 17
| Wersja              | B 17A                               | B 17B                             | B 17BS                            | B 17C                                    |
| Długość             | 9,80 m                              | 9,80 m                            | 10,00 m                           | 10,00 m                                  |
| Wysokość            | 4,00 m                              | 4,00 m                            | 4,80 m                            | 4,15 m                                   |
| Rozpiętość          | 13,70 m                             | 13,70 m                           | 13,70 m                           | 13,70 m                                  |
| Silnik              | STW C-3G Twin Wasp 1080 KM (794 kW) | SFA Mercury" XXIV 990 KM (730 kW) | SFA Mercury" XXIV 990 KM (730 kW) | Piaggio P XI bis RC 40D 1040 KM (765 kW) |
| Masa własna         | 2600 kg                             | 2635 kg                           | 2700 kg                           | 2680 kg                                  |
| Masa startowa       | 3970 kg                             | 3835 kg                           | 3800 kg                           | 3870 kg                                  |
| Prędkość maksymalna | 435 km/h                            | 395 km/h                          | 330 km/h                          | 435 km/h                                 |
| Prędkość przelotowa | 390 km/h                            | 375 km/h                          | 315 km/h                          | 370 km/h                                 |
| Pułap               | 8700 m                              | 8000 m                            | 6800 m                            | 9800 m                                   |
| Zasięg              | 1800 km                             | 1400 km                           | 2000 km                           | 1700 km                                  |